# Daviston
Daviston es un pueblo ubicado en el condado de Tallapoosa en el estado estadounidense de Alabama. En el censo de 2000, su población era de 267. 

## Demografía
En el 2000 la renta per cápita promedia del hogar era de $ 31.250$ , y el ingreso promedio para una familia era de 37.500$. El ingreso per cápita para la localidad era de 14.239$. Los hombres tenían un ingreso per cápita de 26.250$ contra 16.875$ para las mujeres.

## Geografía
Daviston está situado en 33°3′19″N 85°38′21″O / 33.05528, -85.63917 (33.055251, -85.639164).
Según la Oficina del Censo de los EE. UU., la ciudad tiene un área total de 9.18 millas cuadradas (23.78 km ²).